# Bestechung

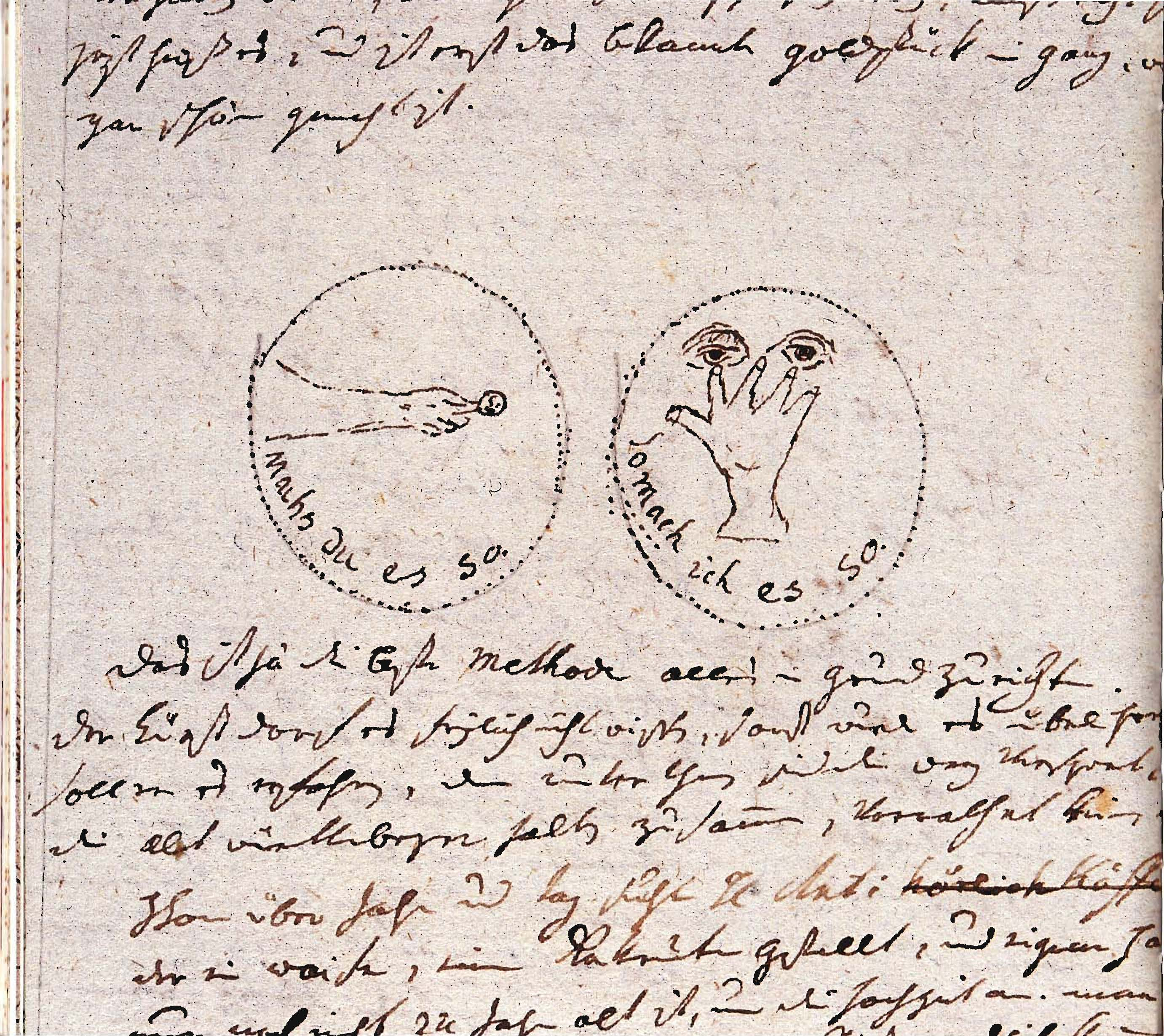
Bestechung: Die zwei Seiten einer Münze (Debler VI, 327 (S. 140))

Bestechung ist eine Qualifikation der Vorteilsgewährung an Amtsträger. Sie ist als Straftat nach § 331ff. StGB mit bis zu 5 Jahren Freiheitsstrafe, in besonders schweren Fällen mit bis zu zehn Jahren Freiheitsstrafe bedroht (in minder schweren Fällen oder bei Vorteilsgewährung ohne Gegenleistung kann statt Freiheitsstrafe auf Geldstrafe erkannt werden). Ein Amtsträger, der sich bestechen lässt, macht sich wegen Bestechlichkeit strafbar. 
Bestechung und Bestechlichkeit sind Teilaspekt der Korruption.

Bestechung begeht, wer einem Amtsträger (Richter, Beamter, Tarifbeschäftigter im öffentlichen Dienst usw.), einem Europäischen Amtsträger (Amtsträger der Europäischen Union), einem für den öffentlichen Dienst besonders Verpflichteten oder einem Soldaten der Bundeswehr (für ausländische und internationale Bedienstete vgl. unten § 335a StGB) einen Vorteil für diesen oder einen Dritten anbietet, verspricht oder gewährt, als Gegenleistung dafür, dass er eine Amtshandlung (mit der der Amtsträger seine Dienstpflichten verletzt) vorgenommen hat oder künftig vornehmen wird. 
Davon nicht erfasst ist die auch Wirtschaftskorruption genannte Bestechlichkeit und Bestechung im geschäftlichen Verkehr. Deren Strafbarkeit ist in § 299ff. StGB geregelt.
Als Straftaten sind im Zusammenhang mit Bestechung im Strafgesetzbuch aufgeführt:
- Vorteilsannahme (§ 331 StGB)
- Bestechlichkeit (§ 332 StGB)
- Vorteilsgewährung (§ 333 StGB)
- Bestechung (§ 334 StGB)
- besonders schwere Fälle der Bestechlichkeit und Bestechung (§ 335 StGB)
- Ausländische und internationale Bedienstete (§ 335a StGB)

Mit dem Gesetz zur Bekämpfung der Korruption vom 20. November 2015 (BGBl. I S. 2025) wurden Vorschriften des Europäischen Bestechungsgesetzes (EuBestG) sowie des Gesetzes zur Bekämpfung der Bestechung ausländischer Amtsträger im internationalen Geschäftsverkehr (IntBestG) in das StGB aufgenommen. Damit wurde Forderungen Rechnung getragen, die Gleichstellungsvorschriften für die Bediensteten ausländischer und internationaler Behörden nicht in Nebengesetzen, sondern im StGB zu regeln.

## Vorteil materiell und immateriell
Der Vorteil kann materiell messbar, aber auch immaterieller Art sein. Beispiele: Geldzahlungen und Geschenke oder als Bestechungsgabe einen Orden, ein Diplom oder adoptiert durch einen Adligen zwecks Gewinnung eines Adelstitels.
„Bestechung“ beschreibt die Strafbarkeit des einen Teils einer derartigen Beziehung (Zuwendung eines Vorteils, um eine pflichtwidrige Handlung zu erwirken). Der andere Teil (Annahme eines Vorteils als Gegenleistung für das Erbringen einer pflichtwidrigen Handlung) wird wegen „Bestechlichkeit“ bestraft.

## Steuerliche Behandlung von Bestechungsgeldern
Früher waren in Deutschland „Zuwendungen im Geschäftsverkehr“ (Bestechungsgelder/Schmiergelder) steuerlich absetzbar. Diese Zuwendungen wurden mancherorts als „nützliche Aufwendungen“ (N.A.) verbucht. Seit 1. September 2002 sind Schmiergeldzahlungen deutscher Firmen an ausländische Geschäftspartner strafbar – und damit steuerlich nicht mehr absetzbar. Bis dahin galt dies nur für den inländischen Geschäftsverkehr oder die Bestechung ausländischer Amtsträger.

## Abgeordnetenbestechung
Abgeordnete sind nach deutschem Recht keine Amtsträger, sondern Mandatsträger. Sie können nur bei Aufhebung der Immunität wegen Bestechlichkeit strafrechtlich verfolgt werden. Strafbar war bis 31. August 2014 nur der Stimmenkauf. Deutschland war damit eines der wenigen Länder, das die Abgeordnetenbestechung nach den Maßstäben des entsprechenden Übereinkommens der Vereinten Nationen gegen Korruption noch nicht unter Strafe gestellt hatte. Das Übereinkommen wurde zwar seinerzeit von Brigitte Zypries (deutsche Justizministerin während der großen Koalition 2005–2009) unterschrieben, aber erst am 12. November 2014 vom Bundestag ratifiziert, nachdem der Bundestag am 21. Februar 2014 in Zweiter und Dritter Lesung eine Verschärfung der Regeln der Abgeordnetenbestechung verabschiedet hatte. Seit Inkrafttreten dieser Gesetzesänderung am 1. September 2014 bezieht sich § 108e StGB auf sämtliche bei der Wahrnehmung des Mandats vorgenommenen Handlungen. Die Bestechung von Mandatsträgern wird mit bis zu fünf Jahren Freiheitsstrafe oder mit Geldstrafe bestraft. Das gleiche Strafmaß gilt auch für Mandatsträger, die sich bestechen lassen.
Bekannte Bestechungsaffären:
- der Siemens-Skandal des frühen 20. Jahrhunderts sowie der sogenannte Siemens-Komplex, der seit November 2006 aufgedeckten Korruptionsstrukturen
- die Lockheed-Bestechungsaffären
- sowie sogenannte Spendenaffären:
  - die Flick-Affäre in den 1980er Jahren
  - CDU-Spendenaffäre – die 1999 aufgedeckte illegale Spendenpraxis der CDU in den 1990er-Jahren (siehe auch Karlheinz Schreiber)
  - Kölner Spendenaffäre: die Kölner SPD erhielt Spenden von Trienekens, um den Bau einer Müllverbrennungsanlage zu „fördern“
  - umfangreiche Zuwendungen an Politiker durch den Enron-Konzern, die als Korruption im Sinne der Bestechung bezeichnet wurden[3]

## Bekämpfung der Bestechung
Kenntnisse über Bestechungen können Hinweisgeber den Polizeibehörden als Strafanzeige oder anonym übermitteln. Nach dem Legalitätsprinzip muss die Polizei auch anonymen Anzeigen nachgehen. Durch die Anonymität können sich Wissensträger vor eventuellen Folgen ihrer Anzeige schützen.
Die Polizei Baden-Württemberg nutzt seit 2012 zur Korruptionsbekämpfung ein externes anonymes Hinweisgeberportal. Die aktuelle Internet-Adresse wird auf der Homepage der Polizei Baden-Württemberg angegeben. Das System wird durch das Landeskriminalamt Baden-Württemberg betreut. Bei der Hinweisabgabe kann ein Hinweisgeber einen Postkasten einrichten. Über den Postkasten können dem Hinweisgeber Fragen gestellt werden. Das Hinweisaufkommen und die Verdachtsqualität soll durch eine wechselseitige anonyme Kommunikation mit dem Hinweisgeber gesteigert werden. Die Identität der Hinweisgeber ist nicht feststellbar.

## Situation in anderen Ländern

### Vereinigte Staaten
In den Vereinigten Staaten gilt der Foreign Corrupt Practices Act (FCPA). Es verbietet die Bestechung ausländischer Beamter zur Anbahnung, Abschluss oder Weiterführung von Geschäften. Insbesondere stellt es folgende Handlungen unter Strafe:
- Beeinflussung von Handlungen oder Entscheidungen von ausländischen Beamten in ihrer amtlichen Stellung.
- Beeinflussung von Handlungen oder Entscheidungen einer ausländischen Regierung.
- Verletzung von Rechtspflichten, Gesetzen und Vorschriften.
- Übertragung eines rechtswidrigen Vorteils an den Bestechungsempfänger. Der Begriff Bestechung ist weit gefasst und umfasst das Angebot oder die Bezahlung „jeglicher Wertgegenstände“, insbesondere Geld, Waren, Dienstleistungen, Spenden, Bewirtungen, Zusicherung einer zukünftigen Beschäftigung oder der Zuschlag eines Angebots. Diese Aufzählung ist nicht abschließend.

Auch der Begriff des „ausländischen Beamte“ ist weit gefasst und umfasst insbesondere Regierungsangestellte, gewählte Politiker, Kandidaten für ein gewähltes Amt, Angestellte von „internationalen öffentlichen Organisationen“ (z. B. den Vereinten Nationen), Angestellte einer politischen Partei, Angestellte eines Unternehmens, das der Regierung gehört bzw. das unter öffentlicher Kontrolle steht sowie vermittelnde Repräsentanten oder Berater, der im Namen eines ausländischen Beamten arbeiten.

### Großbritannien
Im Vereinigten Königreich gilt der Bribery Act 2010 (Gesetz zur Bekämpfung der Korruption). Ähnlich wie der US-amerikanische FCPA verbietet er die Bestechung von ausländischen Regierungsbeamten. Allerdings verbietet er zudem die Zahlung von Bestechungsgeldern an private Firmen. Zu den Straftatbeständen gelten insbesondere
- Das Anbieten oder Bezahlen einer Bestechung an eine Person im öffentlichen oder privaten Sektor.
- Gewährung eines finanziellen oder sonstigen Vorteils als Gegenleistung für eine unsachgemäße Handlung oder Entscheidung.